# Ricardo Hocevar
Ricardo Hocevar (San Paolo, 5 maggio 1985) è un ex tennista brasiliano.

## Carriera
Ottenne il suo best ranking in singolare il 15 giugno 2009 con la 149ª posizione; mentre nel doppio divenne, il 21 settembre 2009, il 148º del ranking ATP.
In carriera in singolare, è riuscito a conquistare quattordici tornei del circuito Futures e un Challenger. Nel 2010 è riuscito a qualificarsi per la prima volta all'Australian Open uscendo però subito al primo turno per mano dell'australiano Lleyton Hewitt con il punteggio di 1-6, 2-6, 3-6. In doppio, ha ottenuto la vittoria finale in un torneo Challenger e quattro Futures.

## Statistiche

### Singolare

#### Vittorie (0)
| Legenda singolare         |
| Grande Slam (0)           |
| ATP World Tour Finals (0) |
| ATP Masters 1000 (0)      |
| ATP World Tour 500 (0)    |
| ATP World Tour 250 (0)    |
| Challengers (1)           |
| Futures (14)              |

| Numero | Data             | Torneo                           | Superficie      | Sfidante in finale     | Punteggio        |
| 1.     | 22 maggio 2006   | Brazil F2 2006, Florianópolis    | Terra rossa     | Caio Zampieri          | 6-4, 6-3         |
| 2.     | 4 settembre 2006 | Brazil F10 2006, Fortaleza       | Terra rossa     | Thomaz Bellucci        | 6-1, 6-4         |
| 3.     | 12 novembre 2007 | Brazil F22 2007, Porto Alegre    | Terra rossa     | Marcelo Demoliner      | 1-6, 6-3, 6-4    |
| 4.     | 4 febbraio 2008  | Mexico F3 2008, Tuxtla Gutiérrez | Cemento         | Miguel Gallardo-Valles | 6(4)–7, 6-4, 6-4 |
| 5.     | 11 febbraio 2008 | Cuba F1 2008, L'Avana            | Cemento         | Milan Pokrajac         | 7–6(5), 6-1      |
| 6.     | 21 aprile 2008   | Brazil F1 2008, Ribeirão Preto   | Terra rossa     | Marcel Felder          | 6-2, 6-2         |
| 7.     | 17 giugno 2008   | USA F13 2008, Sacramento         | Cemento         | Michael Yani           | 6-4, 6-0         |
| 8.     | 17 gennaio 2011  | Brazil F4 2011, Recife           | Terra rossa (i) | Rafael Camilo          | 6-3, 6-4         |
| 9.     | 10 luglio 2011   | Brazil F20 2011                  | Terra rossa     | Daniel Dutra da Silva  | 6-4, 6-2         |
| 10.    | 14 agosto 2011   | Brazil F25 2011                  | Terra rossa     | Marcelo Demoliner      | 6-2, 7-6(2)      |
| 11.    | 1º ottobre 2012  | Belém Challenger, Belém          | Cemento         | Thiemo de Bakker       | 7–6(1), 7–6(4)   |
| 12.    | 28 luglio 2013   | Brazil F2 2013                   | Terra rossa     | Daniel Dutra da Silva  | 6-4, 7-6(4)      |
| 13.    | 25 agosto 2013   | Brazil F6 2013                   | Cemento         | Tiago Lopes            | 6-4, 3-6, 6-3    |
| 14.    | 10 novembre 2013 | Brazil F16 2013                  | Terra rossa     | Wilson Leite           | 6-3, 6-1         |
| 15.    | 26 ottobre 2014  | Brazil F10 2014                  | Cemento         | Fabiano De Paula       | 7-6(4), 6-4      |

### Doppio

#### Vittorie (0)
| Legenda doppio            |
| Grande Slam (0)           |
| ATP World Tour Finals (0) |
| ATP Masters 1000 (0)      |
| ATP World Tour 500 (0)    |
| ATP World Tour 250 (0)    |
| Challengers (1)           |
| Futures (4)               |

| Numero | Data             | Torneo                         | Superficie  | Compagno         | Avversari in finale                    | Punteggio        |
| 1.     | 9 ottobre 2006   | Brazil F14 2006, Novo Hamburgo | Terra rossa | Alexandre Simoni | Manuel Jorquera Francesco Piccari      | 2-6, 6-3, 6-4    |
| 2.     | 26 novembre 2007 | Brazil F24 2007, San Paolo     | Terra rossa | Alexandre Simoni | Andre Pinheiro Fernando Romboli        | 6-2, 6-4         |
| 3.     | 20 luglio 2009   | Trofeo Manta Open 2009, Manta  | Cemento     | Andre Miele      | Santiago González Horacio Zeballos     | 6-1, 2-6, [10-7] |
| 4.     | 22 febbraio 2015 | Chile F1 2015                  | Terra rossa | Tiago Lopes      | Fernando Romboli Caio Silva            | 6-2, 6-3         |
| 5.     | 24 luglio 2016   | Brazil F4 2016                 | Cemento     | Andre Miele      | Leonardo Civita-Telles Gabriel Decamps | 7-6(8), 6-4      |